# Aleksandrs Isakovs
Aleksandrs Isakovs (Dunaburgo, 16 de setembro de 1973) é um ex-futebolista letão que jogava como zagueiro. Atualmente é diretor-esportivo do FC Daugava.
Como antigo cidadão soviética, tinha seu nome russificado para Aleksandr Nikolayevich Isakov (Александр Николаевич Исаков, em russo).

## Carreira
Revelado pelo FK Auseklis, Isakovs jogou ainda por Celtnieks, Vilan-D e Dinaburg entre 1992 e 1999 (voltaria para este último em 2000), além de ter passado pelo futebol da vizinha Rússia, onde atuaria por Lokomotiv Nizhny Novgorod, Alania Vladikavkaz e Volgar Gazprom Astrakhan (teve ainda uma segunda passagem na temporada 2001).
Sua melhor fase foi no Skonto, principal clube de futebol letão na época - em 6 temporadas equipe, o zagueiro disputou 134 partidas e fez um gol, tendo sido tricampeão nacional consecutivo (2002, 2003 e 2004) e bicampeão da Copa Letã (2001 e 2002). Em 2007, assinou com o Daugava Daugavpils, disputando 22 jogos antes de sua aposentadoria, passando a integrar a direção esportiva da agremiação. 

## Seleção Letã
Pela Seleção Letã, Isakovs jogou 58 vezes entre 1997 e 2005. O ponto alto de sua carreira internacional foi a participação na Eurocopa de 2004, a única disputada por seu país até hoje, tendo atuado em 2 jogos, contra Alemanha e Países Baixos (ficou no banco na estreia, contra a República Tcheca).

## Títulos
Skonto
- Virslīga: 3 (2002, 2003 e 2004)
- Copa Letã: 2 (2001 e 2002)

## Links
- Aleksandrs Isakovs em National-Football-Teams.com